# Odd Future Wolf Gang Kill Them All
Odd Future Wolf Gang Kill Them All, ofta förkortat OFWGKTA eller Odd Future, var ett amerikanskt hiphop-kollektiv från Los Angeles. [källa behövs] Rapparna i gruppen är Tyler, the Creator, Hodgy Beats, Earl Sweatshirt, Domo Genesis och Mike G, sångaren Frank Ocean och producenterna Left Brain, Syd the Kyd, Hal Williams och Matt Martian. Det fanns 3 subgrupper, MellowHype (Left Brain och Hodgy Beats) EarlWolf (Tyler, the Creator och Earl Sweatshirt) och The Super 3/The Jet Age Of Tomorrow (Matt Martian och Hal Williams). Tyler, the Creator har sagt att det fanns runt 60 stycken med i gruppen, men bara 11 stycken som gjorde musik. De släppte totalt fyra mixtapes och åtta solo-studioalbum, alla tillgängliga för gratis nedladdning från deras hemsida. 
Den svenske musikjournalisten Per Sinding-Larsen gjorde 2011 den första svenska intervjun med gruppens ledare Tyler, the Creator. Intervjun publicerades i flera delar på musiksajten PSL.

## Diskografi
- The Odd Future Tape (2008)
- Radical (2010)
- The Odd Future Tape Vol. 2 (2012)

### Tyler the Creator
- Bastard (2009)
- Goblin (2011)
- WOLF (2013)
- Cherry Bomb (2015)
- Flower Boy (2017)
- Igor (2019)
- Call me if you get lost (2021)
- Chromakopia (2024)

### Hodgy Beats
- The Dena Tape (2009)
- YelloWhite (med Left Brain som MellowHype) (2010)
- BlackenedWhite (med Left Brain som MellowHype) (2010)
- Ignorant (2011)
- Numbers (med Left Brain som MellowHype) (2011)
- Dena Tape 2 (2015)

### Earl Sweatshirt
- Earl (2010)
- Doris (2013)
- I Don't Like Shit, I Don't Go Outside (2015)
- Some Rap Songs (2018)

### Domo Genesis
- Rolling Papers (2010)
- No Idols

### Mike G
- Ali (2010)
- Gold (2011)

### Frank Ocean
- Nostalgia, Ultra (2011)
- The Lonny Breaux Collection (2011)
- channelORANGE (2012)
- Endless (2016)
- Blonde (2016)

### The Jet Age of Tomorrow
- Voyager (2010)
- The Journey to the 5th Echelon (2011)